# Andrzej Wiernicki

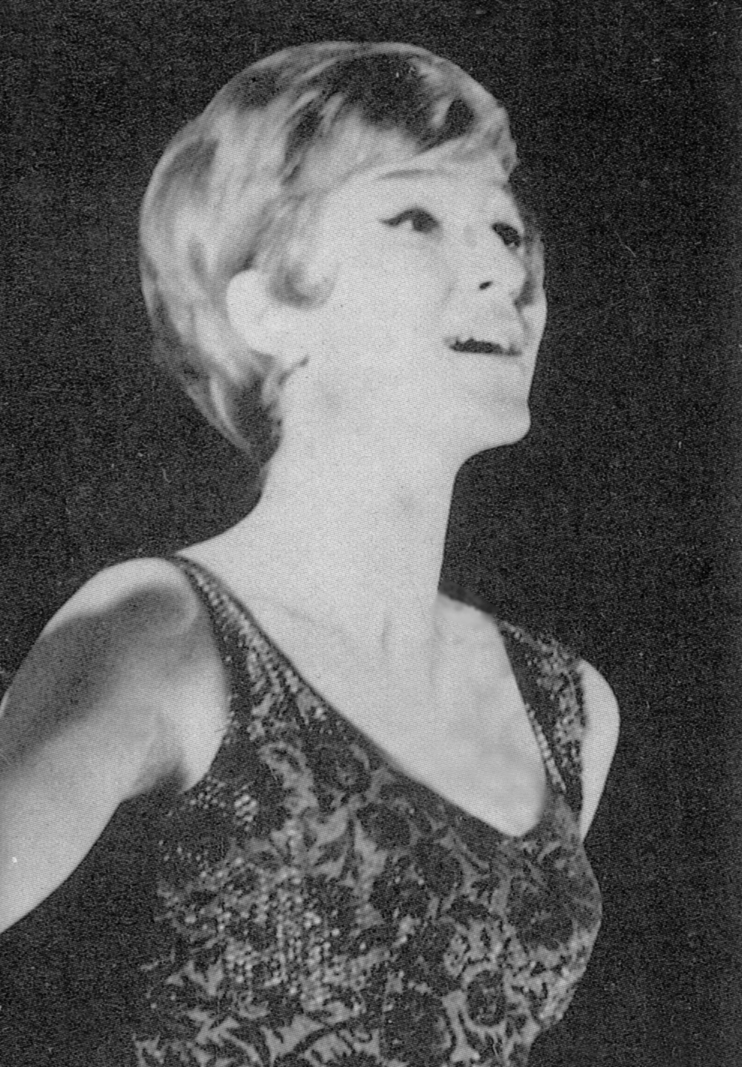
Ludmiła Jakubczak, fot. Andrzej Wiernicki

Andrzej Wiernicki (ur. 15 lipca 1931 w Warszawie, zm. 26 lipca 2019 w Warszawie) – polski artysta fotograf, fotoreporter. Członek Okręgu Warszawskiego Związku Polskich Artystów Fotografików. Fotograf Polskiej Agencji Fotografów Forum i agencji fotograficznej „East News Poland”.

## Życiorys
Andrzej Wiernicki urodził się i mieszkał w Warszawie do upadku powstania warszawskiego. Po wojnie wraz z rodziną zamieszkał w Łodzi, gdzie był uczniem III Państwowego Gimnazjum oraz Liceum im. Stefana Żeromskiego w Łodzi. Przeprowadził się do Warszawy, gdzie był uczniem Liceum im. Tadeusza Reytana. W Warszawie pracował m.in. jako sprzedawca i kierownik sklepu z artykułami fotograficznymi „Foto-Optyka”.  
Od 1957 roku pracował w „Expressie Wieczornym” – początkowo jako laborant, w czasie późniejszym jako fotoreporter. Szczególne miejsce w twórczości Andrzeja Wiernickiego zajmowała fotografia mody, fotografia gwiazd filmowych i gwiazd estrady, którą uprawiał od początku lat 50. XX wieku. W latach 1958–1996 pracował jako fotoreporter w redakcji „Kobiety i Życie” oraz współpracował z innymi czasopismami, takimi jak „Filipinka”, „Przyjaciółka”, „Uroda”, „Zwierciadło”. W 1963 roku został przyjęty w poczet członków Okręgu Warszawskiego Związku Polskich Artystów Fotografików (legitymacja nr 302), w którym w latach 1981–1987 pełnił funkcję prezesa Zarządu.  
Andrzej Wiernicki był autorem i współautorem wielu wystaw fotograficznych; między innymi pokonkursowych, takich jak World Press Photo, na których został wyróżniony w 1965 oraz 1967 roku. W 1997 roku przeszedł na emeryturę. 

## Odznaczenia
- Złoty Krzyż Zasługi[7]
- Złota Odznaka Honorowa „Za Zasługi dla Warszawy”[7]